# إريك أندرسون (لاعب كرة قدم)
إريك أندرسون (بالسويدية: Erik Andersson)‏ (3 مايو 1997 بالسويد - ) هو لاعب كرة قدم سويدي في مركز الوسط. لعب مع نادي مالمو.

## وصلات خارجية
- إريك أندرسون على موقع اتحاد السويد (السويدية)
- إريك أندرسون على موقع قاعدة بيانات كرة القدم.إي يو (الإنجليزية)
- إريك أندرسون على موقع Soccerway.com (الإنجليزية)